# Рамна (комуна)
Рамна (рум. Ramna) — комуна у повіті Караш-Северін в Румунії. До складу комуни входять такі села (дані про населення за 2002 рік):
- Бербосу (75 осіб)
- Валяпай (472 особи)
- Рамна (1235 осіб)

Комуна розташована на відстані 364 км на захід від Бухареста, 21 км на північний захід від Решиці, 50 км на південний схід від Тімішоари.

## Населення
За даними перепису населення 2002 року у комуні проживали 1782 особи.
Національний склад населення комуни:
| Національність | Кількість осіб | Відсоток |
| -------------- | -------------- | -------- |
| румуни         | 1729           | 97,0%    |
| цигани         | 30             | 1,7%     |
| угорці         | 11             | 0,6%     |
| німці          | 7              | 0,4%     |
| українці       | 4              | 0,2%     |
| серби          | 1              | 0,1%     |

Рідною мовою назвали:
| Мова       | Кількість осіб | Відсоток |
| ---------- | -------------- | -------- |
| румунська  | 1743           | 97,8%    |
| циганська  | 22             | 1,2%     |
| угорська   | 9              | 0,5%     |
| німецька   | 5              | 0,3%     |
| українська | 2              | 0,1%     |
| хорватська | 1              | 0,1%     |

Склад населення комуни за віросповіданням:
| Релігія            | Кількість осіб | Відсоток |
| ------------------ | -------------- | -------- |
| православні        | 1450           | 81,4%    |
| баптисти           | 166            | 9,3%     |
| п'ятдесятники      | 136            | 7,6%     |
| римо-католики      | 10             | 0,6%     |
| греко-католики     | 8              | 0,4%     |
| адвентисти         | 5              | 0,3%     |
| старообрядці       | 2              | 0,1%     |
| бретрени           | 1              | 0,1%     |
| не релігійні       | 1              | 0,1%     |
| не вказали релігію | 3              | 0,2%     |